# Il ballerino della casa d'oro
Il ballerino della casa d'oro (Der Tanzstudent) è un film muto del 1928 diretto da Johannes Guter.

## Produzione
Il film fu prodotto dall'Universum Film (UFA).

## Distribuzione
Distribuito dall'Universum Film (UFA), fu presentato in prima a Berlino il 30 luglio 1928.